# Fernando Velázquez Vigil
Fernando Velázquez Vigil (1950-2002) fue un escultor y ceramista cubano. 
Nació en La Habana, Cuba, el 13 de mayo de 1950. Estudió en la Escuela Nacional de Arte y en la Academia de Artes Plásticas San Alejandro en La Habana durante los años 70.
Al principio se destaca como dibujante y pintor, pero es en la cerámica donde alcanzó los mayores reconocimientos en Cuba así como en otros países donde expuso: Rumania, Polonia, Alemania, Estados Unidos, Holanda, Japón, Dinamarca e Italia. Muere en La Habana, Cuba, el 31 de julio de 2002.

## Exposiciones Personales y Colectivas
Su participación en muestras colectivas las inicia el año 1969 con Expo de Cerámica, en la Casa de la Cultura Checoslovaca, La Habana, Cuba y en el año 1982 realiza su primera exposición personal de cerámica, llamada "Arqueología para una arqueología", en la Galería de la Casa de Cultura del municipio Plaza, La Habana, Cuba. 
Ha participado en varios eventos como: el I Encuentro Internacional de Cerámica de Pequeño Formato; la Quinta Bienal de La Habana, en el Castillo de la Real Fuerza de La Habana(1994); y Panorama de la Cerámica Cubana Contemporánea en el XXXVIII Salón Anual Internacional. Centro Argentino de Arte Cerámico en el Museo Eduardo Sivorí, Buenos Aires, Argentina (1996).

## Premios
Entre sus premios más destacados se encuentran:
- Mención en Cerámica. Salón de Artes Plásticas UNEAC’85, Museo Nacional de Bellas Artes, La Habana, Cuba, 1985.
- Premio. I Bienal de Cerámica de Pequeño Formato “Amelia Peláez”, Museo de Artes Decorativas, La Habana, Cuba, 1989.
- Gran Premio René Portocarrero. Salón de Artes Plásticas UNEAC’90. Museo Nacional de Bellas Artes, La Habana, Cuba, 1990.
- Premio. III Bienal de Cerámica de Pequeño Formato “Amelia Peláez”, Museo de la Cerámica, Castillo de la Real Fuerza, La Habana, Cuba, 1993.

## Obras en Colección
Su principal colección se encuentra en el Museo de la Cerámica, Castillo de la Real Fuerza de La Habana Cuba
- Datos: Q5444954